# Leopold Fugger von Glött
Leopold Sebastian Ferdinand Joseph Graf Fugger von Kirchberg zu Glött (* 21. Dezember 1797 in Unterweilbach; † 7. Mai 1859 in Augsburg) war Jurist und Regierungspräsident von Unterfranken von 1840 bis 1849.

## Leben
Leopold Fugger von Kirchberg zu Glött wurde als Spross der gräflichen Linie der Fugger von Kirchberg in der Nähe von Dillingen an der Donau geboren und absolvierte eine juristische Ausbildung. Er trat in bayerische Staatsdienste und wurde 1840 zum Regierungspräsidenten von Unterfranken und Aschaffenburg ernannt.
Leopold Fugger von Glött war Ritter des Malteserordens. Er war seit 1828 verheiratet mit Maria Freiin von Rassler († 1833) und seit 1840 mit Rosa Freiin von Gumppenberg-Bayerbach. Aus zweiter Ehe hatte er zwei Söhne.